# Observatorium Hoher List

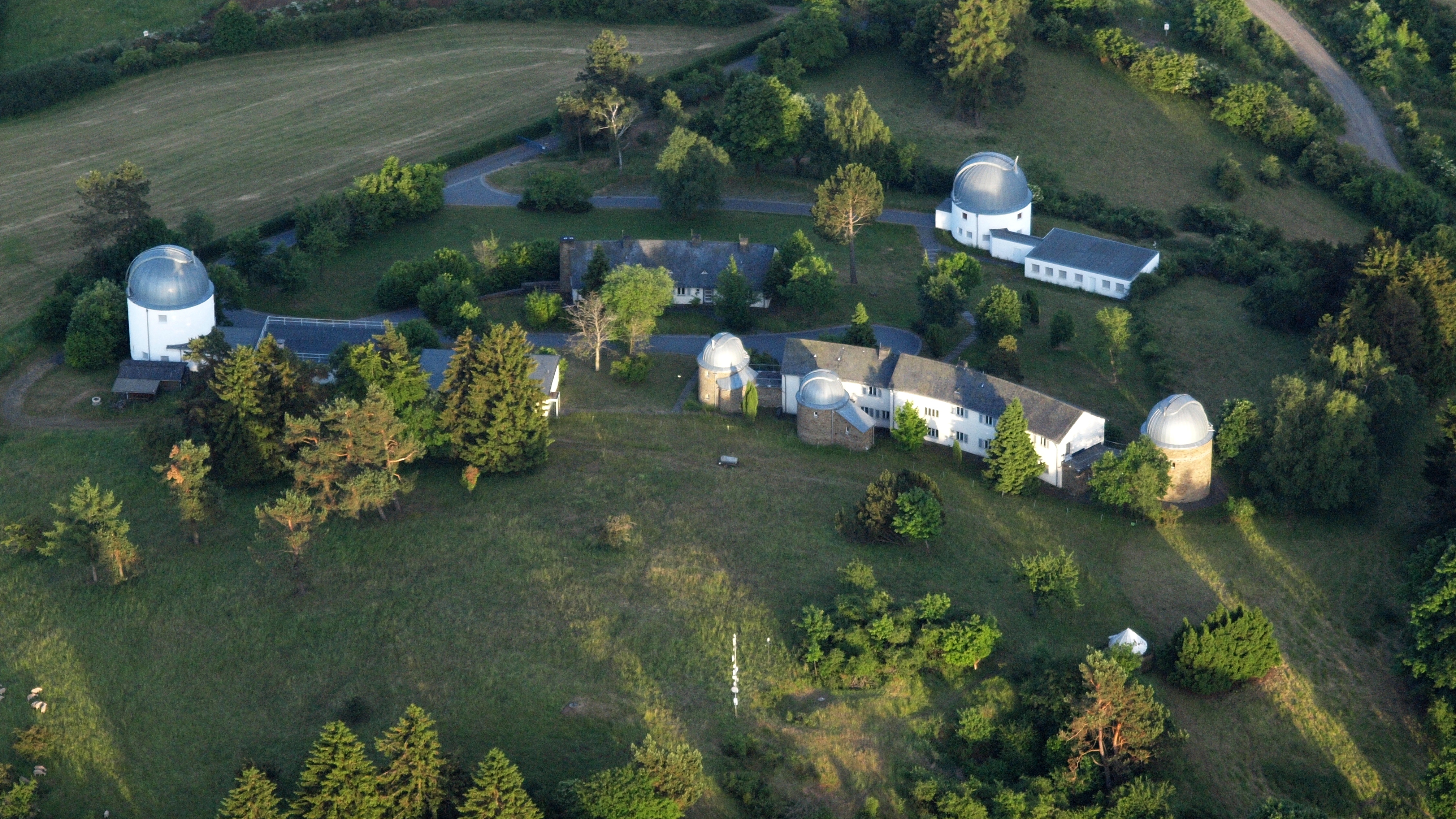
Daun, Observatorium Hoher List, Luftaufnahme (2015)

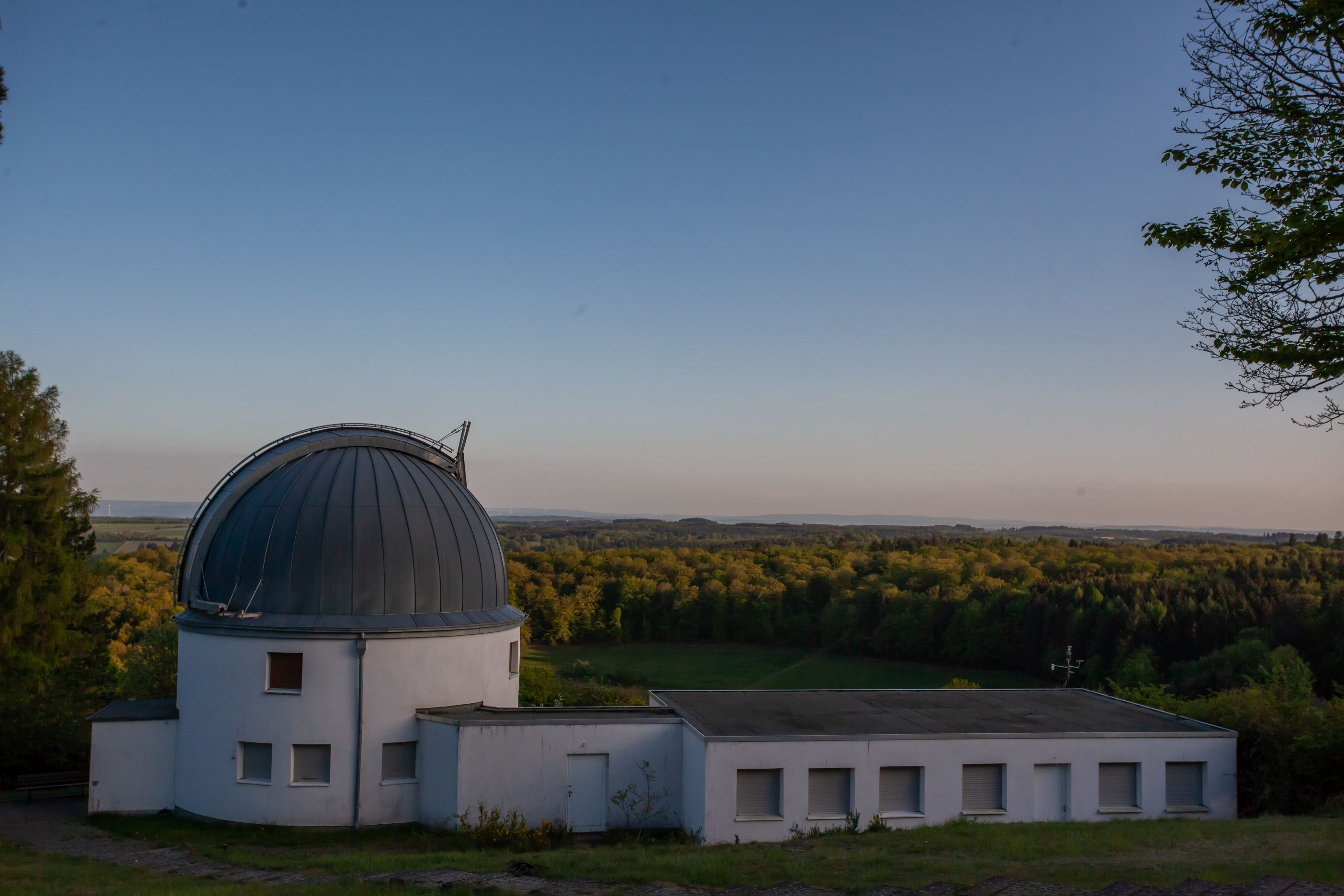
Beobachtungskuppel mit dem 1-Meter-Teleskop und Gebäude der Astronomischen Vereinigung am Hohen List e. V. (AVV)

Das Observatorium Hoher List ist ein Observatorium etwa 60 km südsüdwestlich von Bonn nahe der Stadt Daun auf dem in der Eifel gelegenen Berg Hoher List (549 m ü. NHN) (Rheinland-Pfalz).

## Geschichte
Die Bonner Sternwarte wurde von Friedrich Wilhelm August Argelander (1799–1875) begründet. Seine Freundschaft zum Preußenkönig Friedrich Wilhelm IV. verhalf ihm zu ihrem Bau, der in den Jahren 1840 bis 1844 durch Karl Friedrich Schinkel erfolgte. Argelander ging durch seine berühmte Bonner Durchmusterung, die in einem Sternkatalog mit 325.000 Sternen resultierte, in die Annalen der Astronomie ein.

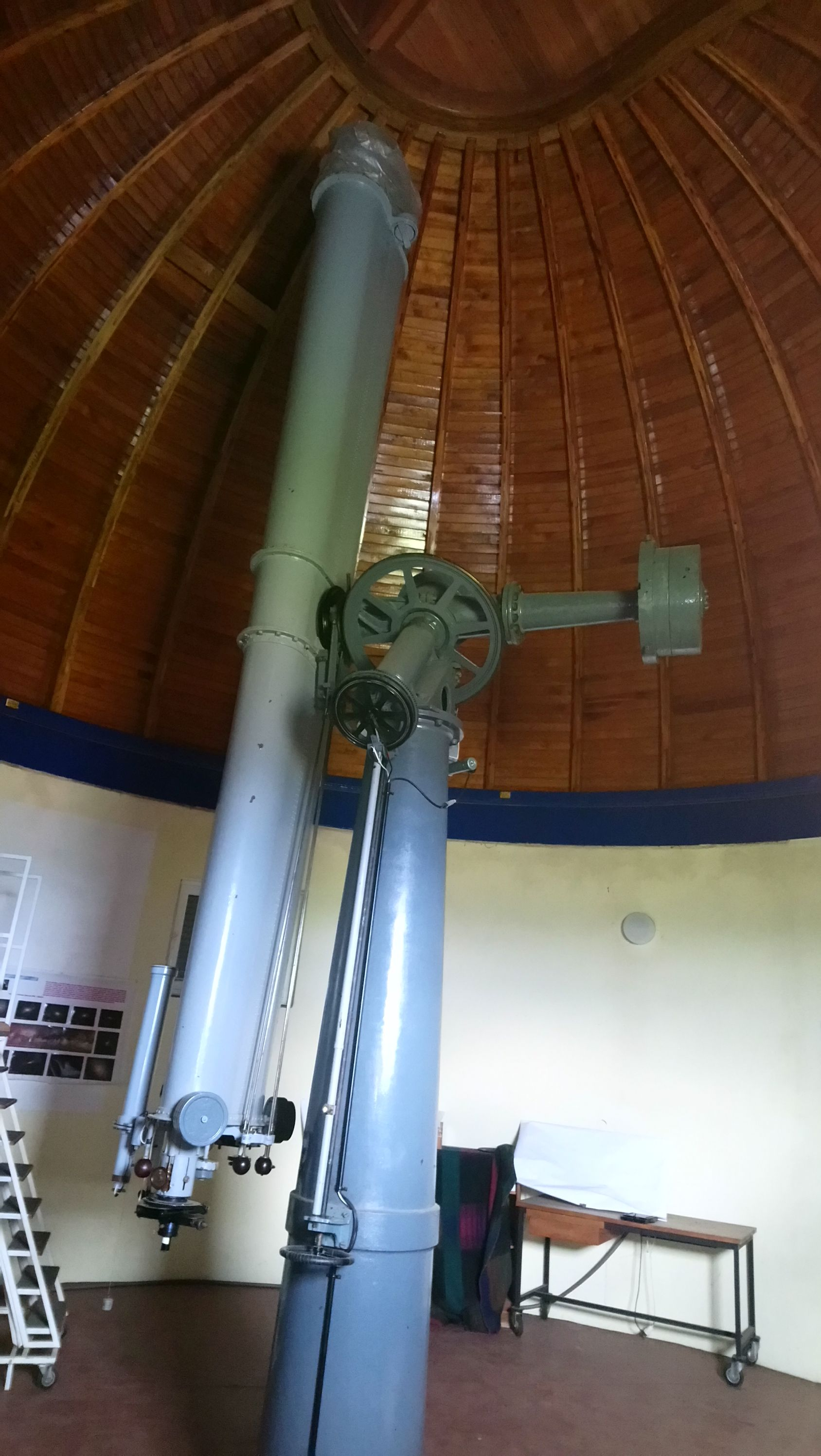
Der Doppelrefraktor

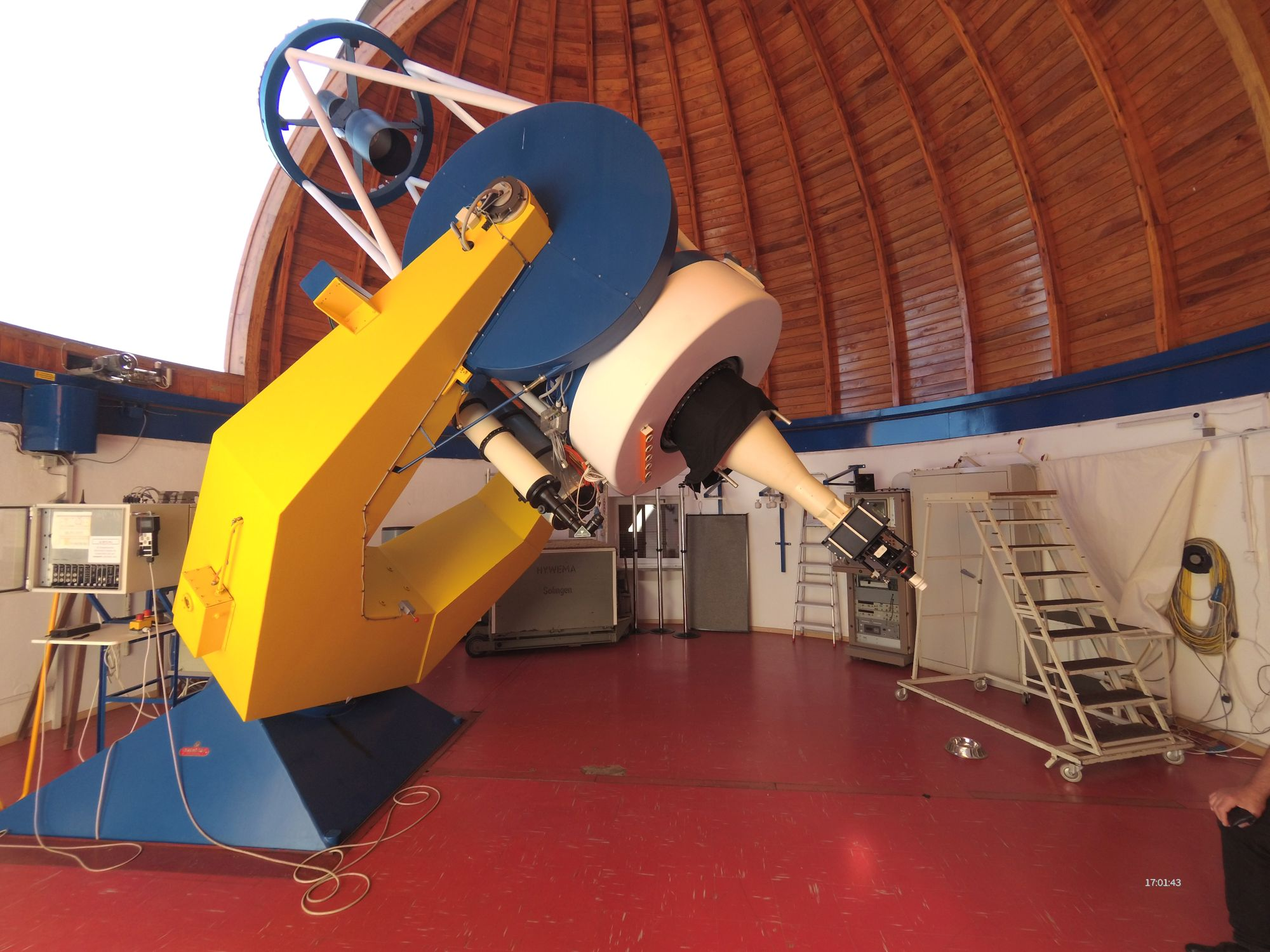
Das 1-Meter-Teleskop

Nachdem bis Anfang der 1950er Jahre astronomische Beobachtungen hauptsächlich von der alten Bonner Sternwarte betrieben worden waren, machte die zunehmende Aufhellung des Nachthimmels durch die Verbreitung des elektrischen Lichts im Stadtbild (Straßen- und Gebäudebeleuchtung) die Beobachtungen immer schwieriger. Für den damaligen Direktor der Sternwarte in Bonn, Friedrich Becker, war es wichtig, einen Ort zu finden, der einerseits genügend weit von künstlicher Illumination entfernt, andererseits noch nahe genug zum Bonner Institut lag, um eine enge Anbindung der Studenten und Mitarbeiter der Bonner Astronomie zu gewährleisten. Auf der Suche nach einer Alternative zum Standort Bonn wurde mithilfe eines Botanikers, der in der Eifel arbeitete und sich für Astronomie interessierte, und der mit dem damaligen Assistenten Hans Schmidt (später Beckers Nachfolger) sprach, um 1949 die Kuppe des Bergs Hoher List oberhalb des Dorfs Schalkenmehren als guter astronomischer Beobachtungsort gefunden. In dieser ländlichen Umgebung war die Himmelsaufhellung kaum vorhanden. Man beschloss, dort ein neues Observatorium zu errichten und die Teleskope aus Bonn dorthin umzusiedeln.
1954 wurde das neue „Observatorium Hoher List“ mit der ersten Kuppel, die ein Schmidt-Teleskop mit einem Spiegeldurchmesser von 50 cm enthielt, eingeweiht. Im Jahr 1964 wurde es wesentlich erweitert und dann auch der 1899 gebaute Doppelrefraktor von Bonn in die Eifel umgesiedelt. Die letzte Kuppel des Observatoriums wurde bis zum Jahre 1966 errichtet, und es wurde in dieser ein 1-m-Cassegrain-Teleskop aufgestellt, das nun größte und modernste Teleskop am Hohen List.
Seit seiner Gründung war das Observatorium eine Außenstelle der Sternwarte Bonn (seit 2006: Abteilung Sternwarte des Argelander-Instituts für Astronomie der Universität Bonn), an der viele Studenten ihren Diplom- bzw. Doktor-Abschluss erlangt haben und viele wichtige wissenschaftliche Arbeiten im Bereich der Astrometrie (Ort und Bewegung) und Fotometrie (Helligkeit und Farbe) von Sternen in unserer Milchstraße verfasst worden sind.
Im Laufe der Zeit verlor das „Observatorium Hoher List“ seine einstige wissenschaftliche Bedeutung, da wissenschaftliche Beobachtungen in der Eifel immer schwieriger wurden. Zum einen hatte auch dort die Himmelshelligkeit stark zugenommen, aber auch die Wetterbedingungen und die Qualität der Instrumente waren im Vergleich zu den exzellenten Beobachtungsstandorten in Chile oder in den USA nicht konkurrenzfähig. Daher übernahm das Observatorium den praktischen Teil der Studentenausbildung und diente als Laborumgebung für neue astronomische Instrumente oder Bauteile, die dann an Teleskopen z. B. in Spanien oder Chile eingesetzt wurden.

## Schließung und weitere Nutzung
Das Argelander-Institut für Astronomie stellte im Februar 2012 den wissenschaftlichen Ausbildungs- und Beobachtungsbetrieb vollständig ein, und die Universität Bonn schloss die Sternwarte im Juli 2012. Die wissenschaftlichen Geräte inklusive der Teleskope sollten daraufhin verkauft werden, was mit dem 50-cm-Schmidt-Teleskop auch geschah. Der Schröder-Refraktor wurde für eine Dauerausstellung nach Bonn gebracht. Im September 2013 wurde die gesamte Anlage des Observatoriums durch die Landesdenkmalpflege Rheinland-Pfalz unter Denkmalschutz gestellt und so die Demontage verhindert. Einen Monat früher benannte sich der ehemalige Förderverein des Observatoriums Hoher List in die Astronomische Vereinigung Vulkaneifel am Hohen List e. V. (AVV) um und erhält seither das Observatorium durch regelmäßige Führungen, Vorträge und astronomische Beobachtungsveranstaltungen für die Öffentlichkeit.
Am 1. März 2020 ging das Anwesen in den Privatbesitz eines früheren Mitarbeiters der Sternwarte über. Seitdem hat die AVV Zugang zu sämtlichen Teleskopen am Hohen List und die Angebotspalette für das Besucherprogramm konnte wesentlich erweitert werden. Durch eine Neuverspiegelung des 1-m- und des Ritchey-Chrétien-Teleskops besitzen diese Geräte wieder beste Abbildungseigenschaften. Die nachfolgende Tabelle listet das derzeitige Instrumentarium an der Sternwarte Hoher List auf.
| Instrument                             | Öffnung             | Brennweite          |
| -------------------------------------- | ------------------- | ------------------- |
| Askania Nasmyth-Cassegrain             | D = 106,5 cm        | f = 15,7/6,5 m      |
| Ritchey-Chrétien                       | D = 60 cm           | f = 4,8 m           |
| Doppelrefraktor (visuell/fotografisch) | D = 36 cm D = 30 cm | f = 5,4 m f = 5,1 m |
| Zeiss Jena Astrograph                  | D = 30 cm           | f = 1,5 m           |
| Vixen VISAC Astrograph                 | D = 20 cm           | f = 1,8/1,355 m     |
| Celestron Schmidt-Cassegrain           | D = 28 cm           | f = 2,8 m           |
| Wachter Faltrefraktor                  | D = 20 cm           | f = 4,0 m           |
| Lichtenknecker Leitrefraktor           | D = 15 cm           | f = 1,5 m           |

Die Astronomische Vereinigung Vulkaneifel am Hohen List e. V. (AVV) führt folgende regelmäßige Veranstaltungen durch
- Führungen in Verbindung mit einem Vortrag zur Thematik der Astronomie finden vom 1. April bis 30. September jeweils samstags um 15:00 Uhr statt.
- In der Zeit vom 1. Oktober bis 30. März findet jede Woche samstags um 20:00 Uhr Beobachtungen mit den Teleskopen des Observatoriums Hoher List statt.
- An jedem dritten Mittwoch des Monats von Februar bis November finden um 19:00 Uhr Vorträge zu diversen astronomischen Themen statt, gehalten von erfahrenen Amateurastronomen und Dozenten der Astronomie. Diese Veranstaltung wir hybrid durchgeführt (Präsenz am Hohen List und über zoom).
- Jeden Dienstag treffen sich Mitglieder um 19:00 Uhr am Observatorium Hoher List zum Erfahrungsaustausch und der Möglichkeit, Fragen zur Astronomie und zur Astrophysik zu diskutieren. Auch die Beratung zum Kauf einer ersten astronomischen Ausrüstung sowie Hilfestellung bei der ersten Beobachtung. Zu Beginn erfolgt ein Kurzvortrag zu einem aktuellen Thema. Alle Mitglieder haben auch die Möglichkeit, ihre neuesten Beobachtungsergebnisse (Astrofotos) vorzustellen. Bei klarem Himmel werden gemeinsame Beobachtungen durchgeführt. Diese Veranstaltung wir hybrid durchgeführt (Präsenz am Hohen List und über zoom) Gäste sind herzlich willkommen.
- Die AVV bietet auch individuelle Führungen für Gruppen und Einzelpersonen mit flexibler Termingestaltung an.

Bei allen Veranstaltungen ist eine vorherige Anmeldung erforderlich.